# Свети Архангели (Метеора)
Вижте пояснителната страница за други значения на Свети Архангели.
„Свети Архангели“ (на гръцки: Μονή Αγίων Ταξιαρχών) е бивш православен манастир на Метеора, Гърция. Днес от него са останали руини.